# Fagres
Fagres (en grec antic: Φάγρης, -ητος; gentilici Φαγρῄσιος, en català fagresis) fou una antiga polis situada a Tràcia, entre els rius Estrímon i Nestos, a la Perea Tàsica. Era a 10 km d'Amfípolis i a 15 km al sud-oest de Pèrgam de Tràcia.
El segle vii aC, Perdicas I, rei de Macedònia, va derrotar els tracis pieris, que vivien als peus de l'Olimp, i que fugiren cap a l'est i fundaren les poblacions de Fagres i Pèrgam. Efectivament, Heròdot qualifica els seus habitants de pieris. Tot i així, les troballes a la ciutat mostren una ciutat plenament hel·lènica, amb vincles estrets amb Tasos i les altres poblacions de la Perea Tàsica; en conseqüència, hom dedueix que el domini dels tasis sobre tota la regió va portar a la conversió de Fagres en colònia de Tasos.
Juntament amb Galepsos i Apol·lònia, fou destruïda per Filip II de Macedònia després de la captura d'Amfípolis en la seua campanya de l'any 358 aC. Estrabó, però, diu que formava part del Regne de Macedònia durant el regnat de Filip II i d'Alexandre el Gran. En realitat, l'exèrcit macedoni havia sotmès els peonis i els agrians i s'havia annexat tota la Tràcia occidental, de l'Estrímon al Nestos, frontera que encara romania en època d'Estrabó el segle i aC.
Leake en situà el centre urbà en un turó amb riques ruïnes a l'est de la població d'Orfáni,en a 8 km a l'est de la desembocadura de l'Estrímon. La identificació de Fagres amb el jaciment la confirmà el descobriment d'una moneda de bronze del segle iv aC amb la llegenda ΦΑΓΡ (FAGR[es]). Durant les excavacions també es va trobar ceràmica àtica i tàsica dels segles vi i v aC fins als segles iv i començament del iii aC. A més, una necròpoli de final del segle iii i començament del segle ii aC, al nord-oest del turó, indica que, a despit que fos destruïda per Filip II, Fagres sobrevisqué fins a època romana, quan la Via Egnàcia passava per la contrada.